# Rhizorhina tanaidaceae
Rhizorhina tanaidaceae is een eenoogkreeftjessoort uit de familie van de Nicothoidae. De wetenschappelijke naam van de soort is voor het eerst geldig gepubliceerd in 1984 door Gotto.